# X-COM: Collector's Edition
X-COM: Collector's Edition is een computerspel voor het platform Microsoft Windows. Het spel werd uitgebracht in 1999. 